# Oh My Gawd!!!
Oh My Gawd!!! è un album in studio dei Flaming Lips del 1987.

## Registrazione
Stando a quanto riportato nelle note di copertina di una compilation del 1998, Wayne Coyne e Michael Ivins dei Flaming Lips si sono intenzionalmente privati del sonno durante le sessioni del disco.

## Il disco
Le tracce dell'album, in modo particolare One Million Billionth of a Millisecond on a Sunday Morning, sembra ricalcare le orme dei Pink Floyd. Zach Schonfeld di Paste, afferma che, nonostante «presenti qua e là le orecchiabili sonorità hillbilly-punk» delle pubblicazioni precedenti, si tratta della loro «prima prova eclettica».
L'album presenta alcune citazioni: la frase Take this, brother. May it serve you well, che si sente all'inizio di Everything's Explodin', fa il verso a Revolution 9 dei Beatles. La conclusiva Love Yer Brain termina con un campionamento di Tomorrow Never Knows del quartetto di Liverpool. Se riprodotta al contrario, Ode to C.C. (Part I) si può sentire il batterista Richard English che urla "Mom, You fucked up when You raised me!" è un estratto di Talk Dirty to Me dei Poison.

## Accoglienza
| Recensione                    | Giudizio |
| ----------------------------- | -------- |
| AllMusic                      |          |
| The Rolling Stone Album Guide |          |
| Piero Scaruffi                |          |

Sebbene abbia ricevuto degli apprezzamenti, secondo la critica e la stampa specializzata, Oh My Gawd!!! non definisce ancora al meglio le sonorità del gruppo come invece riesce a fare il successivo Telepathic Surgery (1989).
Secondo il recensore di Stereogum Brad Shoup, «col tempo, i Flaming Lips hanno imparato a cimentarsi in veri e propri esperimenti senza limitarsi a stiparli soltanto per il gusto di farlo. Ma il loro entusiasmo per quello che fanno qui è contagioso.»

## Tracce
1. Everything's Explodin' – 4:44
2. One Million Billionth of a Millisecond on a Sunday Morning – 9:21
3. Maximum Dream for Evil Knievel – 2:50
4. Can't Exist – 2:48
5. Ode to C.C. (Part I) – 0:46
6. The Ceiling Is Bendin' – 3:45
7. Prescription: Love – 6:10
8. Thanks to You – 3:56
9. Can't Stop the Spring – 4:11
10. Ode to C.C. (Part II) – 1:50
11. Love Yer Brain – 7:44

## Formazione
- Wayne Coyne – voce, chitarra
- Michael Ivins – basso
- Richard English – batteria, pianoforte, voce